# Đền Phú Xá
Đền Phú Xá là một ngôi đền thờ tại làng Phú Xá (tên cũ là Phú Lương), nay là khu dân cư Phú Xá, phường Đông Hải 1, quận Hải An, thành phố Hải Phòng
Hiện tại , Đền còn giữ được 3 đạo sắc phong của các đời Vua phong cho Đức Đại Vương Thượng Từ và Phu Nhân của Ngài.

## Lịch sử xây dựng và trùng tu
Vùng đất này tương truyền là để chuẩn bị cho trận thủy chiến với quân Mông Nguyên năm 1288, Trần Hưng Đạo đã lấy nơi đây làm nơi chứa lương thảo của quân đội, đồng thời sau chiến thắng diễn ra cuộc khao thưởng quân sĩ có công trước khi kéo quân về căn cứ Vạn Kiếp
Đền được trùng tạo vào thời Tự Đức (1848 - 1883), lúc đầu là một ngôi đền nhỏ bằng tranh tre, trải qua nhiều lần tu bổ, tôn tạo, đền Phú Xá ngày nay đã trở thành một công trình kiến trúc bề thế.

## Thờ phụng

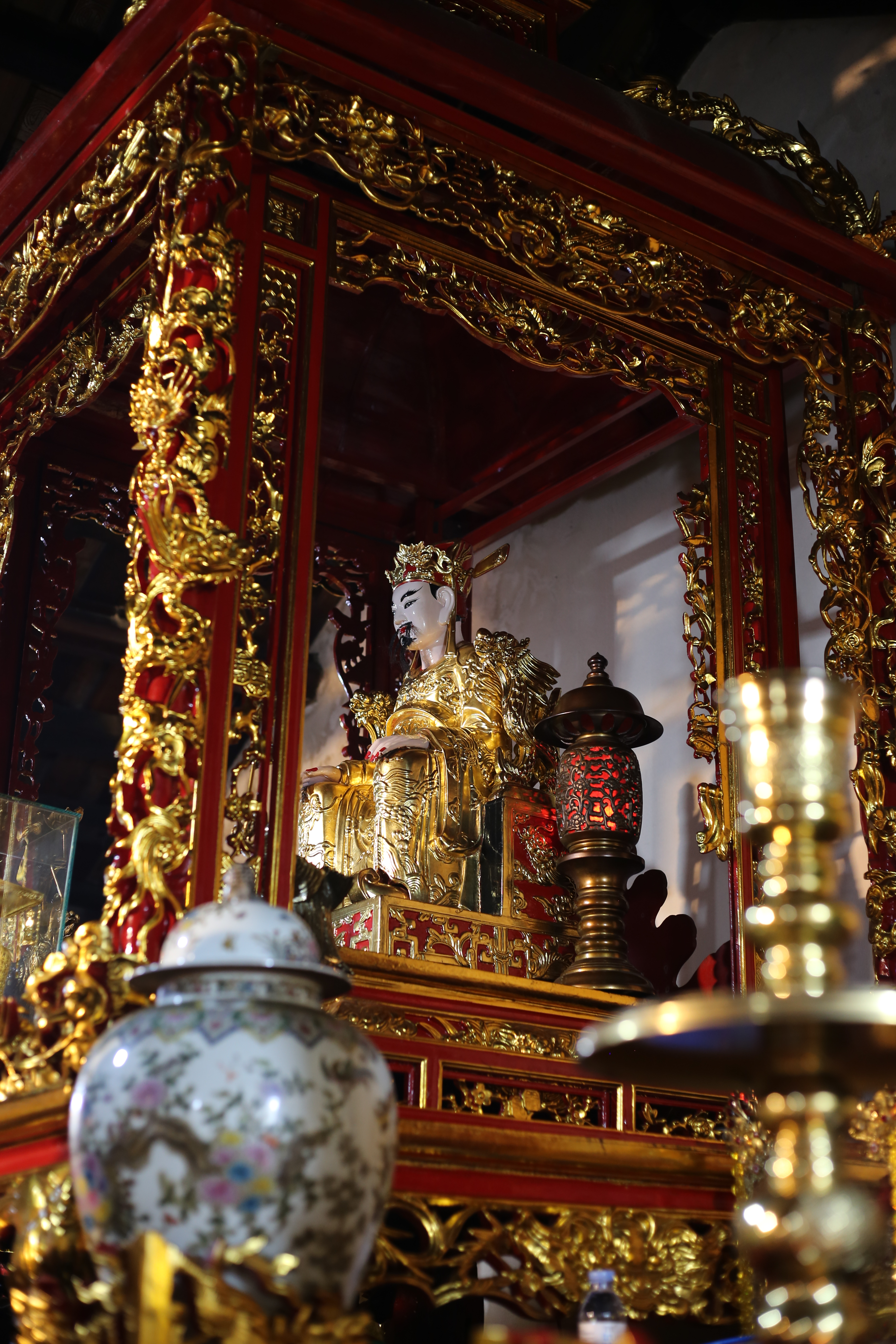

Đền thờ Hưng Đạo Đại Vương, Trần Quốc Tuấn, người đã lãnh đạo nhân dân Đại Việt ba lần chiến thắng giặc Nguyên Mông vào thế kỷ 13. 
Ngoài Đức Đại Vương được thờ trong hậu cung thì gia thân của Ngài như Đức Vương Phụ , Đức Vương Mẫu , Vương Phi Phu Nhân cũng được thờ tại hậu cung của Đền . Gian Đệ Nhị đặt tượng Tứ Vị Vương Tử - Các người con trai của Ngài và Phu Nhân lần lượt là :
- Đức Thánh Cả Hưng Vũ Vương Húy Hiệu Trần Quốc Nghiễn
- Đức Thánh Phó Hưng Hiến Vương Húy Hiệu Trần Quốc Uất
- Đức Thánh Tam Hưng Nhượng Vương Húy Hiệu Trần Quốc Tảng
- Đức Thánh Tứ Hưng Trí Vương Húy Hiệu Trần Quốc Hiện

Gian Đệ Tam Thờ hai người con gái của Đức Ông và Vương Phi , lần lượt là :
- Đệ Nhất Vương Cô - Quyên Thanh Công Chúa Sắc Phong Khâm Từ Bảo Thánh Hoàng Thái Hậu - Húy Hiệu Trần Thị Trinh .
- Đệ Nhị Vương Cô - Khâm Sai Đại Hoàng Công Chúa - Sắc Phong Anh Nguyên Quận Chúa Húy Hiệu Trần Thị Tĩnh.

Ngoài hai người con gái của Ngài và Đức Phu Nhân thì gian Đệ Tam còn thờ Đức Vương Tế Điện Súy Thượng Tướng Quân Quan Nội Hầu Sắc Phong Chiêu Cảm Hùng Văn Đại Vương - Húy hiệu Phạm Ngũ Lão .
Bên cạnh đó, đền còn thờ nữ tướng hậu cần Bùi Thị Hiệu Từ Nhiên. Bà là một người phụ nữ địa phương có công đóng góp và vận động dân làng góp nhiều lương thảo cho nhà Trần đánh giặc. Bà được Trần Hưng Đạo trọng dụng và giao cho giữ trọng trách chăm lo quân lương và cung cấp hậu cần cho quân đội. Với công lao đó Bà được nhân dân phối thờ tại đền Phú Xá.

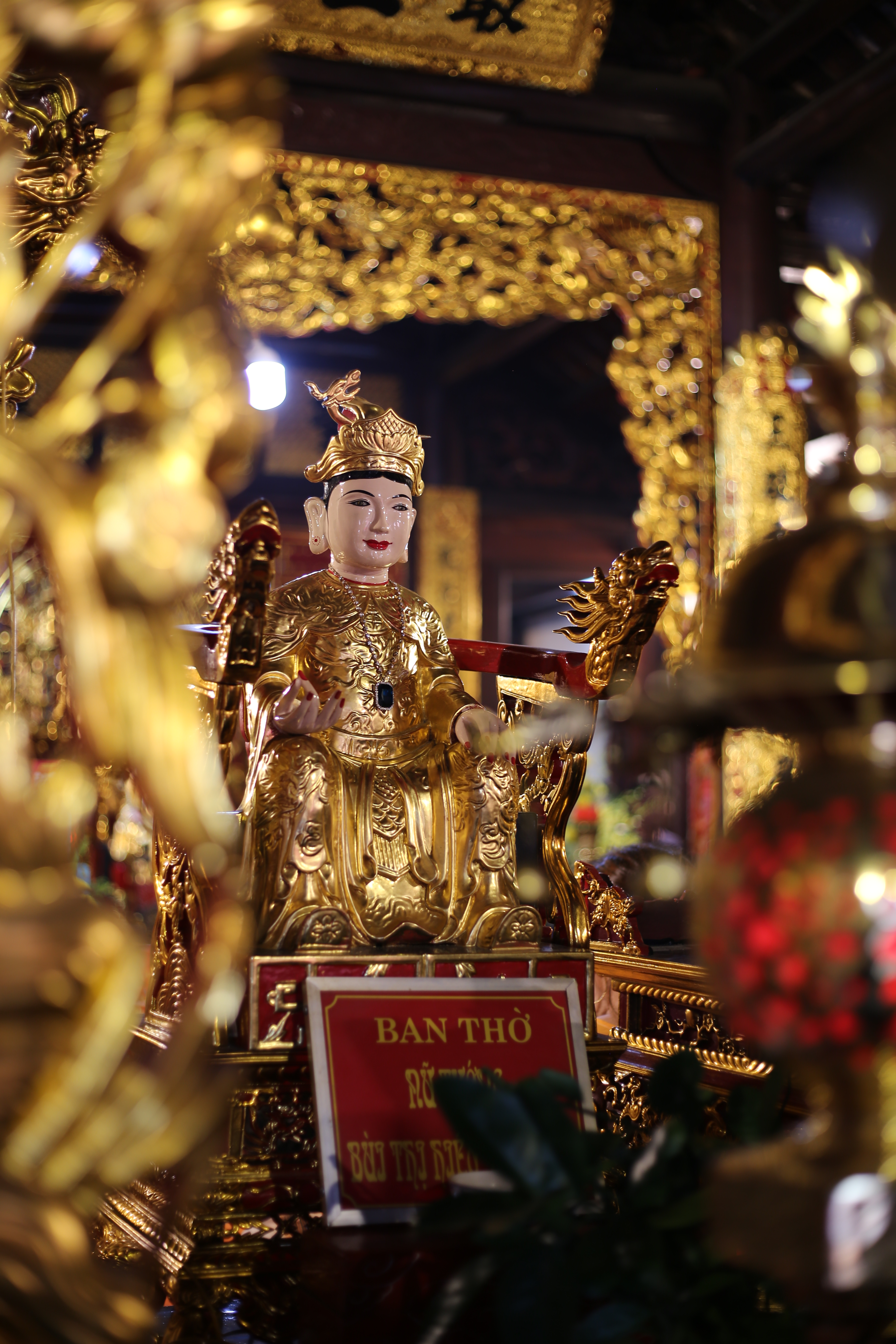

## Kiến trúc và các công trình
Phía trước đền là một hồ hình bán nguyệt
Đền được kết cấu theo kiểu nội công ngoại quốc, bao gồm
- 5 gian tiền đường.
- Nhà thiêu hương,
- Giải vũ
- Hậu cung.

- Cung Thờ Tứ Phủ

Các đường nét trang trí kiến trúc chạm khắc, đắp vẽ mang phong cách nghệ thuật thời Nguyễn cuối thế kỷ 19, đầu thế kỷ 20.

## Lễ hội
Lễ hội đền Phú Xá được tổ chức vào ngày giỗ Trần Hưng Đạo (20/8 âm lịch) và ngày mất của bà Bùi Thị Hiệu Từ Nhiên (5/3 âm lịch). Nhân dân Phú Xá lại tập trung về đền, sửa soạn bao sái đồ tế tự, nghi vệ thành hoàng cùng vị tượng đức thánh Trần, tượng bà Bùi Thị Từ Nhiên trong tấm lòng thành kính.
Các trò chơi phổ biến trong lễ hội như cờ tướng, xem chọi gà, bắt vịt, đi cầu thùm, chơi tam cúc điếm.
Khách hành hương khi sắm lễ phẩm dâng lên Đức Thánh Trần đều không quên sắm vài tấm bánh đa, do nhiều người chuyên nghề ở nhiều nơi bán cho du khách Một số nhà nghiên cứu lịch sử cho rằng, tập tục lễ phẩm dùng bánh đa nướng bắt nguồn từ việc làm lương khô cho quân sĩ thời Trần, công lao đó thuộc về Bà Bùi Thì Từ Nhiên, người làng Phú Xá ngày nay.
Dân làng Phú Xá từ hàng trăm năm nay vẫn giữ lệ giao hiếu với dân làng Thụ Khê (Thủy Nguyên), cũng có đền thờ Trần Hưng Đạo, theo quy ước cũ ghi chép trong tục lệ làng, ngày 20 tháng 8 âm lịch, dân làng Phú Xá nghênh đón các vị bô lão, đại diện dân thôn Thụ Khê vượt dòng sông Cấm tới đền dự lễ dâng hương. Làng Thụ Khê (Thủy Nguyên) có lệ vào 15 tháng 2 âm, nhân hội đầu xuân, lại có dịp tay bắt, mặt mừng, tiếp đón những anh em từ đền Phú Xá nơi có bản đền thờ Hưng Đạo đại vương và vị nữ tướng họ Bùi. Sau nghi thức dâng hương hoa, lễ phẩm bánh đa tại đền, phần vui chơi cho người lớn, thanh niên nam nữ mới chính thức được bắt đầu trên một vị trí cảnh quan sân bãi rộng rãi quanh khu vực đền.

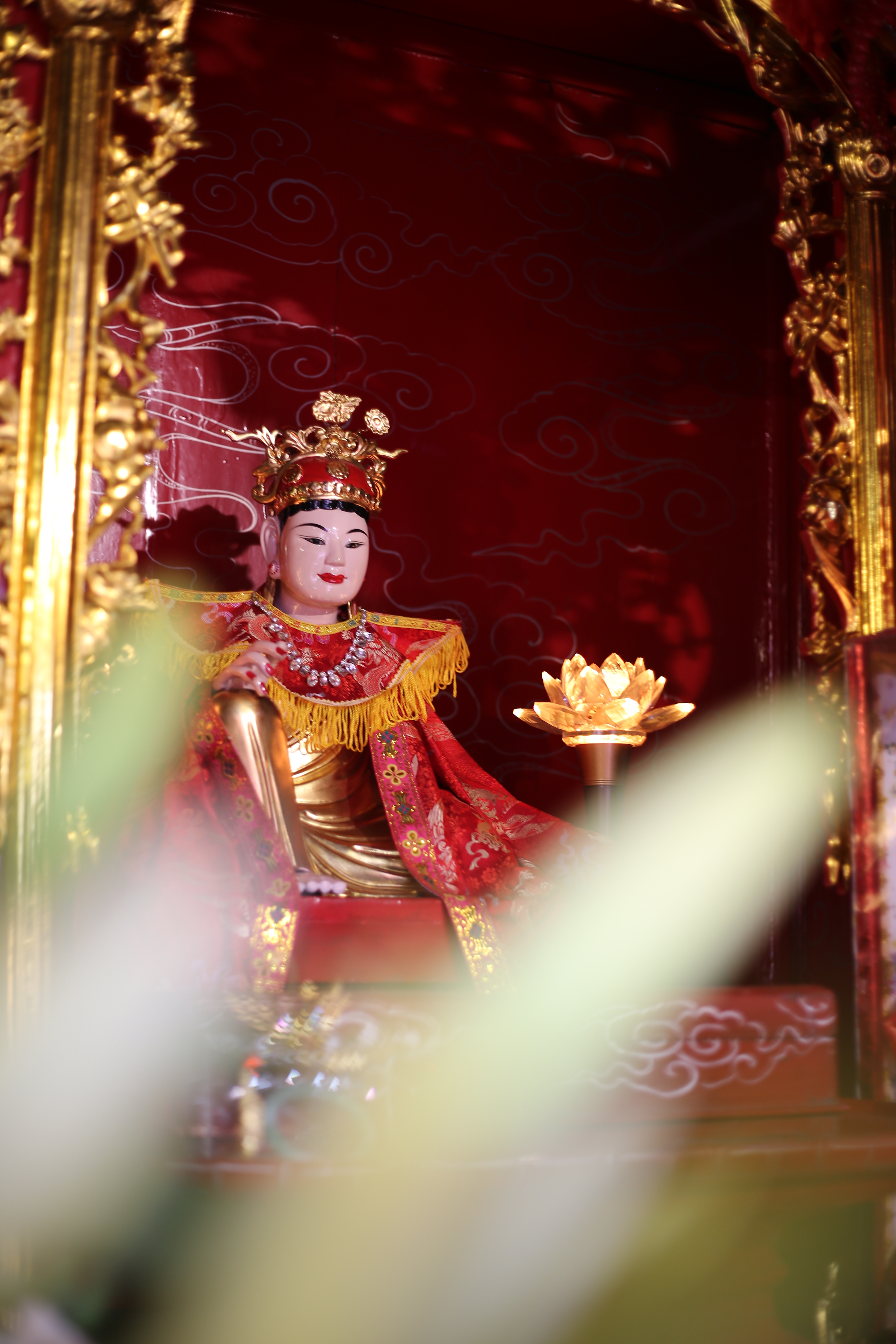

### Tam cúc điếm
Trò chơi dân gian thu hút được sự chú ý của đông đảo bà còn tới dự lễ hội đền Phú Xá là trò đánh tam cúc điếm – được lưu hành tại nhiều đền phủ của huyện Hải An xưa. Ngoài những người dự chơi tam cúc bộ bài 32 quân, người hát xướng, người chia bài, có chiếc trống con (trống khẩu) và ít que thẻ. Yêu cầu bắt buộc với người xướng bài, phải có giọng hay, thuộc nhiều tích truyện thơ cổ như: Kim Vân Kiếu, Lục Vân Tiên, Chinh Phụ Ngâm, Cung Oán Ngâm khúc…. Để kịp ứng tác cho trôi chảy.
Cuộc chơi chính thức chỉ gồm có bốn người: người xướng - còn gọi là nhà cái, là người có giọng để hát xướng, đồng thời có vốn hiểu biết rộng rãi về các thể văn thơ cổ để kịp thời ứng tác gieo vần. Cuộc chơi diễn ra tại Điếm, trong một khu vực sân đền. Điếm chính là một nếp nhà nhỏ gồm hai gian kê đủ bộ bàn ghế, trang trí lịch sự, dọn dẹp sạch sẽ, treo đèn kết hoa. Điếm thường chiếm lĩnh tại vị trí thoáng mát, rộng rãi để mọi người tới dự lễ hội có dịp chứng kiến cuộc chơi.

### Bắt vịt
Trò bơi lội bắt vịt được diển ra ngay tại mặt nước hồ hình bán nguyệt trong khu cảnh quan đền. Để chuẩn bị cho cuộc vui, người điều hành thả xuống mặt hồ một chú vịt nhà, bơi lội tung tăng quanh hồ. Ai muốn tham gia phải đăng ký với ban tổ chức mới được chính thức dự chơi, trong trang phục gọn gàng, hợp với động tác bơi lội. Mặc dù đây là trò chơi dưới nước, phải vừa bơi giỏi, vừa nhanh tay nhanh mắt, xuất phát đúng thời cơ mới bắt được chú vịt, lĩnh giải, nhưng có nhiều người thi tài, thử vận may mong cả năm làm ăn phát đạt.

### Hầu Đồng
Đây là nét đặc sắc của văn hóa tín ngưỡng Việt Nam nói chung và Đền Phú Xá nói riêng . Tháng Tám Đông A - Tháng Ba Chúa Liễu , tục truyền như vậy nên các Thanh đồng , đệ tử thường lựa chọn về Đền Phú Xá để thực hành nghi lễ Tín Ngưỡng Thờ Cha , Thờ Mẹ . 